# Sielsowiet niżniegridinski
Sielsowiet niżniegridinski (ros. Нижнегридинский сельсовет) – jednostka administracyjna wchodząca w skład rejonu bolszesołdatskiego w оbwodzie kurskim w Rosji.
Centrum administracyjnym sielsowietu jest wieś (ros. деревня, trb. dieriewnia) Niżnieje Gridino.

## Geografia
Powierzchnia sielsowietu wynosi 108,07 km².

## Historia
Status i granice sielsowietu zostały określone 21 października 2004 roku.

## Demografia
W 2017 roku sielsowiet zamieszkiwało 897 osób.

## Miejscowości
W skład sielsowietu wchodzą miejscowości: Niżnieje Gridino, Wierchnieje Gridino, Żytień, Izwiekowo, Isajewskij, Niemcza, Suła.